# BMW Speciale
Chronologie des modèles (1952)
Aucun Aucun
La BMW Speciale est une monoplace de Formule 1 développée artisanalement par Marcel Balsa à partir d'un châssis construit par ses soins pour recevoir un moteur BMW à six cylindres en ligne. 

## Historique
La BMW Speciale apparaît pour la première fois en course au Grand Prix de Caen 1952, épreuve hors-championnat du monde de Formule 1, où Marcel Balsa abandonne dès le premier tour à la suite d'un problème d'allumage.
Marcel Balsa engage à titre privé son châssis spécial au Grand Prix automobile d'Allemagne 1952. Qualifié en vingt-cinquième position, il abandonne sur casse moteur au cinquième des dix-huit tours de la course,.
Le 15 septembre 1952, Balsa participe au Grand Prix de Cadours, autre manche hors-championnat, lors de laquelle il termine la course en sixième et dernière position, à deux tours du vainqueur Louis Rosier, sur Ferrari. L'année suivante, à Cadours une nouvelle fois, deux Speciale sont engagées, par Balsa et Serge Nersessian, mais aucun ne parvient à se qualifier pour la course.

## Résultats en championnat du monde de Formule 1
| Saison | Écurie | Moteur                   | Pneus  | Pilotes      | Courses | Courses | Courses | Courses | Courses | Courses | Courses | Courses | Points inscrits | Classement |
| Saison | Écurie | Moteur                   | Pneus  | Pilotes      | 1       | 2       | 3       | 4       | 5       | 6       | 7       | 8       | Points inscrits | Classement |
| ------ | ------ | ------------------------ | ------ | ------------ | ------- | ------- | ------- | ------- | ------- | ------- | ------- | ------- | --------------- | ---------- |
| 1952   | Privé  | BMW 6 cylindres en ligne | Dunlop |              | SUI     | 500     | BEL     | FRA     | GBR     | ALL     | P-B     | ITA     | 0               | -          |
| 1952   | Privé  | BMW 6 cylindres en ligne | Dunlop | Marcel Balsa |         |         |         |         |         | Abd     |         |         | 0               | -          |

Légende : ici